# Vélez-Rubio (Gerichtsbezirk)
Der Gerichtsbezirk Vélez-Rubio ist einer der acht Gerichtsbezirke in der Provinz Almería.
Der Bezirk umfasst 4 Gemeinden auf einer Fläche von 1.145,46 km² mit dem Hauptquartier in Vélez-Rubio.

## Gemeinden
| Gemeinde                   | Einwohner (2024) | Fläche km² | Dichte Einw./km² | Cod INE | Postleitzahl              |
| -------------------------- | ---------------- | ---------- | ---------------- | ------- | ------------------------- |
| Chirivel                   | 1.567            | 196,56     | 8                | 04037   | 04825                     |
| María                      | 1.195            | 225,63     | 5                | 04063   | 04838                     |
| Vélez-Blanco               | 1.933            | 441,31     | 4                | 04098   | 04830                     |
| Vélez-Rubio                | 6.613            | 281,96     | 23               | 04099   | 04692, 04820, 04826-04829 |
| Gerichtsbezirk Vélez-Rubio | 11.308           | 1.145,46   | 10               | –       | –                         |